# إدرميت (بالق أسير)
أدرميت (بالتركية العثمانية: ادرمد)‏ هو قضاء في محافظة بالق أسير، تركيا، كما أنه مركز ذلك القضاء، ويقع على الساحل الغربي لتركيا، حيث أنه لا يبعد كثيراً عن جزيرة لسبوس اليونانية.

## أعلام
- جورج موزالون
- هوليا أوشار
- سيفدا فيرداغ
- توجي كازاز